# Tom van Weert
Tom van Weert, né le 7 juin 1990 à Saint-Michel-Gestel, est un footballeur néerlandais. Il évolue au poste d'attaquant à l'AEK Athènes.

## Biographie
Il inscrit 15 buts en deuxième division néerlandaise lors de la saison 2011-2012 avec le club du FC Den Bosch.
Par la suite, il marque 13 buts en première division néerlandaise lors de la saison 2014-2015 avec le club de l'Excelsior Rotterdam.